# Парабита
Парабита (итал. Parabita) — коммуна в Италии, располагается в регионе Апулия, в провинции Лечче.
Население составляет 9458 человек (2008 г.), плотность населения составляет 473 чел./км². Занимает площадь 20 км². Почтовый индекс — 73052. Телефонный код — 0833.
Покровительницей коммуны почитается Пресвятая Богородица (Santa Maria della Coltura), празднование в последнее воскресение мая.

## Демография
Динамика населения:

## Администрация коммуны
- Официальный сайт: http://www.comune.parabita.le.it